# Ämtasjön (Ullareds socken, Halland)
Ämtasjön är en sjö i Falkenbergs kommun i Halland och ingår i Ätrans huvudavrinningsområde. Sjön har en area på 0,0617 kvadratkilometer och ligger 100,8 meter över havet.

## Delavrinningsområde
Ämtasjön ingår i det delavrinningsområde (634345-131190) som SMHI kallar för Mynnar i Hjärtaredsjön. Medelhöjden är 109 meter över havet och ytan är 0,94 kvadratkilometer. Det finns inga avrinningsområden uppströms utan avrinningsområdet är högsta punkten. Vattendraget som avvattnar avrinningsområdet har biflödesordning 4, vilket innebär att vattnet flödar genom totalt 4 vattendrag innan det når havet efter 50 kilometer. Avrinningsområdet består mestadels av skog (90 %). Avrinningsområdet har 0,06 kvadratkilometer vattenytor vilket ger det en sjöprocent på 6,6 %.